# 마산시 갑 (2004년 선거구)
마산시 갑은 대한민국의 옛 국회의원 선거구이다. 당시 경상남도 마산시 일부 지역을 관할했다.

## 역사
2000년 12월 31일을 기해 마산시가 구제를 폐지했다. 이에 제17대 국회의원 선거를 앞두고 마산시 합포구 선거구가 마산시 갑 선거구로 개편되었다.
2010년 7월 1일을 기해 마산시, 창원시, 진해시가 통합되면서 통합 창원시가 출범했다. 또한 창원시에 구제가 실시되면서 마산시 갑 선거구 관할 지역에 마산합포구가 신설되었다. 이에 제19대 국회의원 선거를 앞두고 창원시 마산합포구 선거구로 개편되었다.

## 역대 국회의원
| 선거   | 정당 | 정당     | 의원   |
| ------ | ---- | -------- | ------ |
| 2004년 |      | 한나라당 | 김정부 |
| 2006년 |      | 한나라당 | 이주영 |
| 2008년 |      | 한나라당 | 이주영 |

## 역대 선거 결과

### 대한민국 제17대 국회의원 선거
|  | 53.67% |

|  | 27.02% |

|  | 10.66% |

|  | 6.88% |

|  | 1.74% |

### 2006년 대한민국 재보궐선거
|  | 47.50% |

|  | 24.57% |

|  | 14.33% |

|  | 13.58% |

### 대한민국 제18대 국회의원 선거
|  | 71.95% |

|  | 12.81% |

|  | 11.00% |

|  | 4.22% |